# Myszkowscy

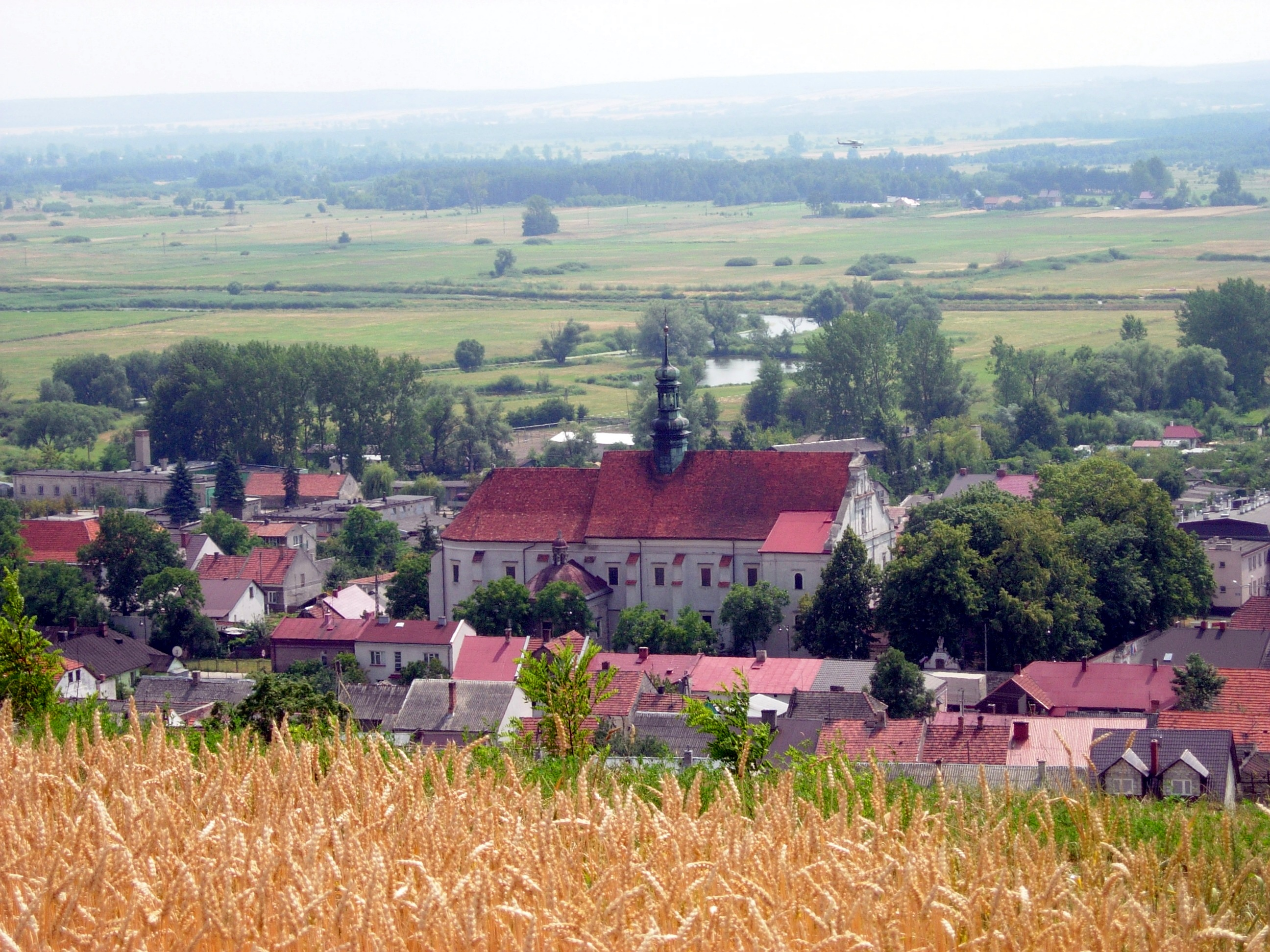
Veduta di Mirow, nel distretto di Pińczów

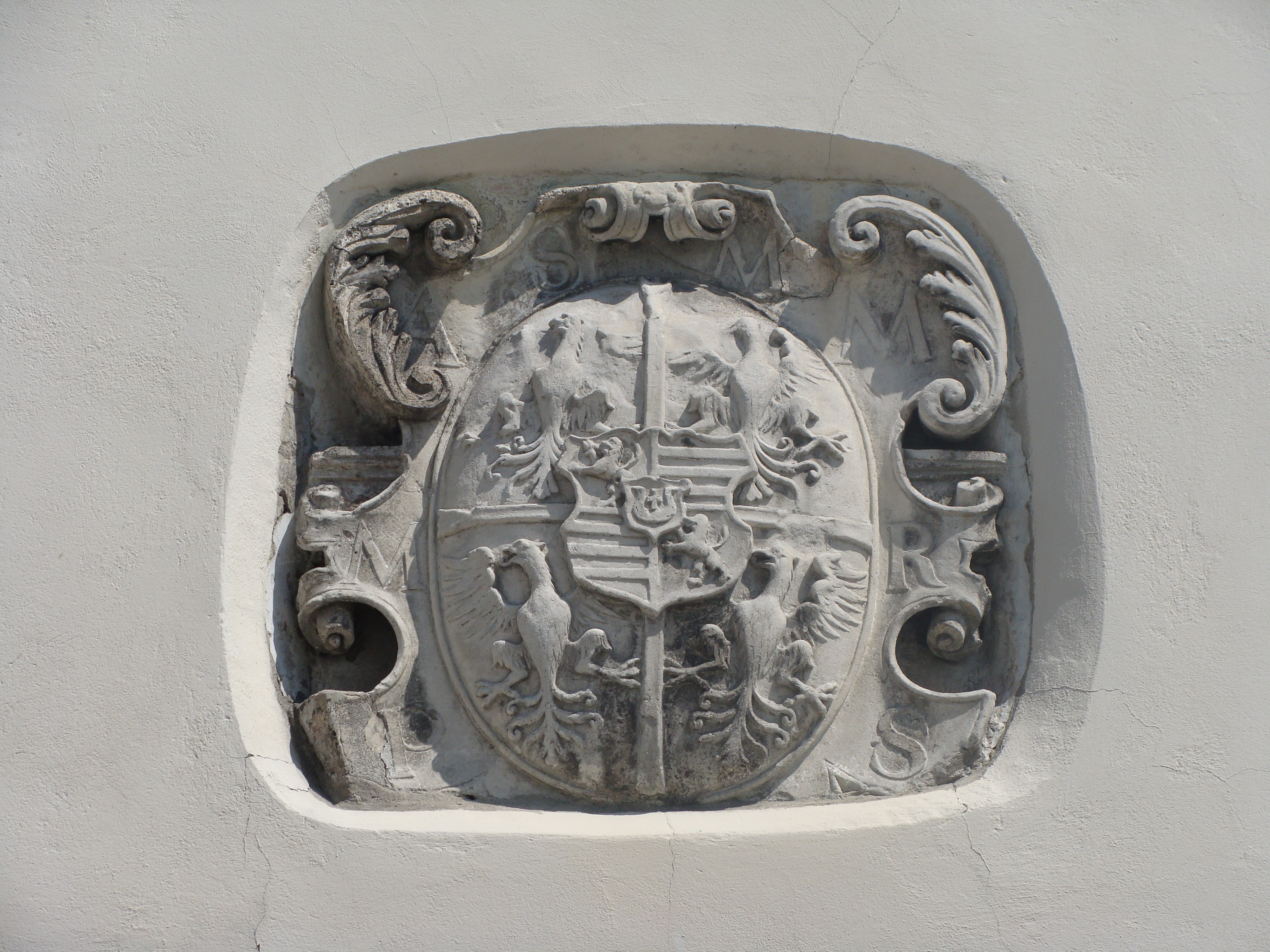
Stemma di famiglia su un edificio

La famiglia Myszkowscy era una famiglia baronale polacca conosciuta almeno dal XV secolo che prende il nome dalla città di Myszków, che si trovava all'interno dei possedimenti della famiglia.

## Storia
L'apice dell'importanza della famiglia si ebbe nella seconda metà del XVI secolo quando Piotr Myszkowski divenne vescovo di Cracovia, cosa che permise di aumentare notevolmente il patrimonio di famiglia. Successivamente tra i possedimenti della famiglia ci sono stati il castello Mirow, Książ Wielki e infine Pińczów.
Nel 1602 un nipote di Piotr, Zygmunt Gonzaga Myszkowski, adottò il nome aggiuntivo di Gonzaga in onore dell'amico Vincenzo I Gonzaga, duca di Mantova, e ricevette il titolo di margravio.
Il settimo e ultimo della casata Myszkowski fu Joseph Ladislaus Myszkowski (m. 1727).

## Personalità
- Peter Myszkowski (1454-1505)
- Piotr Myszkowski (1510-1591), vescovo
- Zygmunt Gonzaga Myszkowski (1562-1615)
- Władysław Gonzaga Myszkowski (1593-1658), politico e militare
- Joseph Ladislaus Myszkowski (?-1727)
- Tit Ivanovich Myszkowski (1861-1939), teologo

## Stemma
Campo d'argento con croce artigliata rossa, accompagnata agli angoli dello scudo da aquile nere con becco e artigli rossi e gravata da uno scudo a quattro parti, nel 1° e 4° campo rosso di cui è presente un leone d'oro e nel 2° e 3° sono incrociati cinque volte oro e nero (stemma dei Gonzaga). Al centro c'è un altro piccolo scudo, nel campo azzurro del quale è presente un ferro di cavallo dorato, accompagnato all'interno da una croce dorata.